# Liste der denkmalgeschützten Objekte in Steyr-Christkindl
Die Liste der denkmalgeschützten Objekte in Steyr-Christkindl enthält die 10 denkmalgeschützten, unbeweglichen Objekte des Steyrer Stadtteils Christkindl.

## Denkmäler
| Foto |                 | Denkmal                                                                                             | Standort                                                | Beschreibung | Metadaten |
| ---- | --------------- | --------------------------------------------------------------------------------------------------- | ------------------------------------------------------- | --- | --- |
| ja   | Datei hochladen | Eisenbahnstrecke HERIS-ID: 45956 Objekt-ID: 47544seit 23. März 1987                                 | Christkindl Standort KG: Christkindl                    | Teilstück der Steyrtalbahn, erste auf heutigem österreichischen Staatsgebiet errichtete Schmalspurstrecke in einer Spurweite von 760 mm (bosnische Spur). Eröffnung der Teilstrecke Garsten-Grünburg am 20. August 1889. Die Unterschutzstellung bezieht sich u. a. auf die Strecke samt den Gleisanlagen, Durchlässen, Böschungspflasterungen, Stützmauern udgl. nicht jedoch auf die beweglichen Betriebsmittel. Der Streckenteil auf GstNr. 708/1 ist aufwendig trassiert. Vom Bahnhof Steyr Lokalbahnhof zuerst zur Steyrniederung stark fallend, beidseitig aufwendige Stützmauern in diesem Bereich. Überquerung des Steinbruchweges mittels kleinerer Brücke. Fachwerkbrücke über den Himmlitzer Bach. Westlich anschließend die neuerrichtete Haltestelle Unterhimmel-Christkindl. | BDA-Hist.: Q64026727 Status: Bescheid Stand der BDA-Liste: 2025-06-30 Name: Eisenbahnstrecke GstNr.: 708/1 Steyrtalbahn                                                 |
| ja   | Datei hochladen | Eisenbahnstrecke HERIS-ID: 45957 Objekt-ID: 47545seit 23. März 1987                                 | Christkindl Standort KG: Christkindl                    | Teilstück der Steyrtalbahn, erste auf heutigem österreichischen Staatsgebiet errichtete Schmalspurstrecke in einer Spurweite von 760 mm (bosnische Spur). Eröffnung der Teilstrecke Garsten-Grünburg am 20. August 1889. Die Unterschutzstellung bezieht sich u. a. auf die Strecke samt den Gleisanlagen, Durchlässen, Bahndämmen, Brücken udgl. nicht jedoch auf die beweglichen Betriebsmittel. Der Streckenteil auf GstNr. 708/4 in der Unterhimmler Au weist keine bautechnischen Besonderheiten auf. Lediglich im äußersten Westen befindet sich ein höherer Bahndamm der zur Brücke über den Himmlitzer Bach führt. Diese Brücke befindet sich zum Teil bereits auf Garstner Gemeindegebiet. Im Osten befand sich die heute aufgelassene Halte- und Ladestelle Unterhimmel-Christkindl. | BDA-Hist.: Q64026728 Status: Bescheid Stand der BDA-Liste: 2025-06-30 Name: Eisenbahnstrecke GstNr.: 708/4 Steyrtalbahn                                                 |
| ja   | Datei hochladen | Kapelle hl. Johannes Nepomuk-Kapelle HERIS-ID: 98423 Objekt-ID: 114349seit 31. Dezember 2009        | Christkindlweg 69, in der Nähe Standort KG: Christkindl | Östlich der Wallfahrtskirche situierte kleine, um 1740 errichtete Kapelle. Das heutige Erscheinungsbild ist der gegenüber gelegenen Loreto-Kapelle angeglichen. Lisenen auf hohem Sockel gliedern die Fassaden. Oberer Fassadenabschluss durch Architravzone und reich profiliertes Traufgesims. An der Schauseite weite Bogenöffnung mit schulterbogigen Ansätzen. Schlichtes einfaches Gitter. Im Inneren Steinfigur des Heiligen Johannes Nepomuk, aus der Zeit um 1720/40, farbig gefasst. An den beiden Seitenfassaden rundbogige Öffnungen. Kapellenabschluss durch leicht aufgeschwungenes Mansarddach. | BDA-Hist.: Q37771977 Status: § 2a Stand der BDA-Liste: 2025-06-30 Name: Kapelle hl. Johannes Nepomuk-Kapelle GstNr.: 163/2 Nepomuk-Kapelle (Christkindl)                |
| ja   | Datei hochladen | Wallfahrtskirche Zum göttlichen Christuskind HERIS-ID: 52075 Objekt-ID: 58152seit 31. Dezember 2009 | Christkindlweg 69, gegenüber Standort KG: Christkindl   | Bedeutender auf der Hochterrasse des Steyrufers situierter, weithin sichtbarer, barocker Kirchenbau. Baubeginn 1702 nach Plänen von Carlo Antonio Carlone. Ab 1708 durch Jakob Prandtauer vollendet. 1877 Erhöhung der beiden Osttürme. Nach Westen orientierter Rundbau mit vier Konchen, über denen der hohe Tambour, der durch große Doppelfenster belichtet wird und die etwas gedrückte Kuppel emporsteigen. Vorbild des Baues, die Kirche Sta. Maria Rotonda in Rom. Im Südwesten zweigeschoßiger zweiachsiger Sakristeianbau, hier im Obergeschoß einachsiger Verbindungsgang zum Pfarrhof. Dreiachsige Ostfassade mit zwei Türmen und Attika. Mittig über Stufen erreichbares rechteckiges Portal. Über dem darüber situiertem Doppelfenster in barock geschwungenem Aufbau in rundbogiger Nische Christuskindstatue. Dreigeschoßige Türme mit barock wirkenden, erst 1877 geschaffenen Abschluss mit geschwungener Haube und Laterne. Im Inneren Kuppelfresko Himmelfahrt Mariä, am Rand in fünf Gruppen die Verwandtschaft Christi, von Karl von Reslfeld. Der um 1710 geschaffene Hochaltar ist ein Gebilde von Wolken und Engeln, oben abschließend die Figur Gottvater. Zwei Seitenaltäre, das Abschlussgitter aus dem 2. Viertel des 18. Jahrhunderts. | BDA-Hist.: Q1708871 Status: § 2a Stand der BDA-Liste: 2025-06-30 Name: Wallfahrtskirche Zum göttlichen Christuskind GstNr.: .47 Wallfahrtskirche Christkindl            |
| ja   | Datei hochladen | Loretokapelle HERIS-ID: 98422 Objekt-ID: 114348seit 31. Dezember 2009                               | Christkindlweg 69, neben Standort KG: Christkindl       | Östlich der Wallfahrtskirche situierte 1876 nach Entwürfen und unter Leitung des Steyrer Kunsttischlers Johann Jaunisch erbaute Kapelle. Eingeschoßiger zweiachsiger Rechteckbau mit abschließendem Satteldach. In der rechten Achse der Längsfassade rechteckiges Eingangsportal mit Steingewände, links verputzte Scheinöffnung ebenfalls mit Steingewände. Über den beiden Öffnungen etwas abgesetzt je ein Dreiecksgiebel. Die Gebäudekanten durch Lisenen akzentuiert, eine weitere Lisene zwischen den Öffnungen. Über der Architravzone weit vorkragendes Traufgesims. An der Giebelseite schlecht erhaltene Wandmalerei Maria mit Kind von Engeln angebetet mit profilierter Umrahmung. Im Osten kleiner metallener vierseitiger Dachreiter. | BDA-Hist.: Q37771967 Status: § 2a Stand der BDA-Liste: 2025-06-30 Name: Loretokapelle GstNr.: .48/3 Steyr Christkindlweg Loretokapelle                                  |
| ja   | Datei hochladen | Pfarrhof samt Wirtschaftsgebäude HERIS-ID: 52742 Objekt-ID: 60315seit 31. Dezember 2009             | Christkindlweg 69 Standort KG: Christkindl              | Südlich der Wallfahrtskirche situierter mächtiger 1710–1715 nach Plänen von Jakob Prandtauer errichteter geländebedingt zwei- bis viergeschoßiger Pfarrhof über rechteckigem Grundriss mit zweigeschoßigen Giebeln. Schlichte Fassadengestaltung, regelmäßige Fensterachsen mit Fenstergewänden aus Stein. Fünfachsige der Kirche zugewandte Hauptfassade mit dominanter mittig situierter über zwei Geschoße reichender rundbogiger Öffnung mit Rotmarmorgewände. Im Inneren der um 1720 geschaffene sogenannte Gnadenbrunnen. Die darüberliegenden Achsen durch Doppelfenster betont. In der äußerst rechten Achse im Obergeschoß einachsiger Verbindungsgang zur Kirche. Das reich profilierte Traufgesims der jeweils vierachsigen Querfassaden an der Nordfassade fortgeführt. Die beiden Geschoße des Giebels je dreiachsig, zwei rundbogige Belichtungsöffnungen im Giebelobergeschoß. An der schmucklosen dreiachsigen Südfassade vier „Stützpfeiler“, die wohl einer möglichen Verlängerung des Gebäudes gedient hätten. Gebäudeabschluss durch mächtiges Krüppelwalmdach. Im Süden anschließend zweigeschoßiges hakenförmiges Wirtschaftsgebäude, aus dem 18./19. Jahrhundert stammend. Im Norden achtachsiger Speicherbau mit querrechteckigen Belichtungsöffnungen. Im Süden siebenachsiger Quertrakt mit schlichter Gliederung, großen Fensteröffnungen, geschoßtrennenden Gesimsband und abschließendem Walmdach. In der dritten Achse von rechts außermittig versetztes Rundbogenportal. Hofseitig Stiegenhausanbau. | BDA-Hist.: Q38053875 Status: § 2a Stand der BDA-Liste: 2025-06-30 Name: Pfarrhof samt Wirtschaftsgebäude GstNr.: .48/1, .48/2, .48/4 Pfarrhof Christkindl               |
| ja   | Datei hochladen | Ehem. Papiermühle HERIS-ID: 38639 Objekt-ID: 38222seit 17. Februar 1984                             | Rosenegger Straße 3 Standort KG: Christkindl            | Urkundlich 1644 als „Papiermüll“ erwähnt. Schmaler langgestreckter Bau, im Kern aus der 2. Hälfte des 16./Anfang des 17. Jahrhunderts stammend. Zweigeschoßiger Bau mit sieben Achsen an der Längsfassade, wobei die beiden westlichen Achsen risalitartig vorspringen, dreiachsige Querfassade. Zweigeschoßiger Giebel mit je zwei Achsen. Hohes und steiles Krüppelwalmdach. Josefinischer Fassadendekor vom Ende des 18. Jahrhunderts. Glatte Gesimsbänder zwischen den Geschoßen und an den Gebäudekanten, Pilaster zwischen den Fensterachsen. Volkstümlicher Schabrackendekor über und unter den Fenstern des ersten Obergeschoßes. Schmiedeeiserne Fensterkörbe. Wappenkartusche mit steirischem Panther an der Querfassade im ersten Obergeschoß. | BDA-Hist.: Q37982786 Status: Bescheid Stand der BDA-Liste: 2025-06-30 Name: Ehem. Papiermühle GstNr.: .71 Ehemalige Papiermühle Roseggerstraße 3, Steyr                 |
| ja   | Datei hochladen | Friedhof mit Mauer und Friedhofskapelle HERIS-ID: 98424 Objekt-ID: 114350seit 31. Dezember 2009     | Schwamminger Straße Standort KG: Christkindl            | Westlich der Wallfahrtskirche Christkindl situierter Friedhof, 1784 angelegt. Von einem Mauerzug umgeben, an der Innenseite der Mauer seichte Nischen, in denen z. T. Grabplatten angebracht sind. Zugang im Norden, zwischen zwei Pfeilern mit je einem gerundeten Zeltdach mit abschließendem Kugelknauf ein zweiflügeliges biedermeierliches Schmiedeeisengitter. An die Westmauer angebaut ein kleines schmales zweiachsiges Gebäude mit Hohlkehle und abschließendem Satteldach. Längsfassade mit zwei Segmentbogenfenstern, Segmentbogenportal im Norden. An der Ostmauer weite korbbogig geöffnete Friedhofs- und Kriegergedächtniskapelle. Im Inneren Kruzifix. | BDA-Hist.: Q37771995 Status: § 2a Stand der BDA-Liste: 2025-06-30 Name: Friedhof mit Mauer und Friedhofskapelle GstNr.: 171, 170 Steyr Schwamminger Straße Friedhof     |
| ja   | Datei hochladen | Fabriksanlage mit Wasserkraft HERIS-ID: 38706 Objekt-ID: 38291seit 1. Dezember 1986                 | Unterhimmler Straße 1, 2 Standort KG: Christkindl       | Unterhimmler Straße 1: Hauptgebäude des ehemaligen Drahtzuges, 1874 neu errichtet. Mächtiger zweigeschoßiger Bau mit fünfachsiger Giebelfront, Längsfassaden neunachsig. Gliederung der Fassade durch riesige Segmentbogenfenster mit massiv vorgemauerten Sturzverdachungen. Die westliche Giebelfront mit monumentalen Eckpfeilern, die mit auskragenden Konsolabschlüssen den Giebel hochstelzen. Giebel von einer gestaffelten zinnenartigen Rechteckspitze bekrönt. Auf den Giebelschrägen je ein Scheinkamin. Giebel bezeichnet mit 1874, mit zwei Segmentbogen- und einer Rundbogenöffnung. Firstgesims als Zahnfries mit Tropfenkonsolen ausgebildet. Das Traufgesims der Längsfassaden ist ein Kranzgesims mit kräftigen Konsolen. Vom ehemaligen Anbau im Osten nur die wasserseitige Erdgeschoßmauer erhalten. Fluder und außerordentlich breites Unterschlächtiges Wasserrad von enormer Größe. Eisenkonstruktion mit abgerundeten hölzernen Schaufelbrettern. Unterhimmler Straße 2: Hakenförmiges zweigeschoßiges Nebengebäude mit Satteldach und schlichten Fassaden, errichtet um 1874. Ost-, Süd- und die nach Westen gerichtete Giebelfassade mit horizontalen Faschen zwischen den Geschoßen und vertikalen Faschen zur Betonung der Gebäudekanten. Die Fenster mit schlichten genuteten Umrahmungen. Ostfassade siebenachsig, im Erdgeschoß vier rundbogige Fensteröffnungen, im Obergeschoß eckige Fenster. Im Südosten eingeschoßiger Anbau mit Sheddach. Südfassade sieben-, die westliche Giebelfassade zweiachsig. Hofseitig im Erdgeschoß rundbogige, im Obergeschoß eckige Fensteröffnungen. An der nach Westen orientierten Fassade im Obergeschoß ein gedeckter Gang vorgelagert, der über eine Freitreppe erreicht wird. | BDA-Hist.: Q37983394 Status: Bescheid Stand der BDA-Liste: 2025-06-30 Name: Fabriksanlage mit Wasserkraft GstNr.: .117/3, .117/1, .117/4 Steyr Unterhimmler Straße 1, 2 |
| ja   | Datei hochladen | Christkindlweg-Brücke HERIS-ID: 98425 Objekt-ID: 114351seit 31. Dezember 2009                       | Standort KG: Christkindl                                | Kleine gemauerte Brücke östlich der Wallfahrtskirche am ehemaligen Wallfahrtsweg von der Stadt Steyr nach Christkindl gelegen. Wahrscheinlich im 19. Jahrhundert errichtet, möglicherweise älter. Rundbogige Öffnung über dem Pufferweg. Seitlich ursprünglich gemauerte Brüstungen, diese 2012 bei der Generalsanierung aus statischen Gründen abgetragen und durch Beton ersetzt. | BDA-Hist.: Q37772006 Status: § 2a Stand der BDA-Liste: 2025-06-30 Name: Christkindlweg-Brücke GstNr.: 673 Steyr Christkindlweg-Brücke                                   |